# Ridha El Louze
  Ridha El Louze    (Sfax, 27 d'abril de 1953) és un exfutbolista tunisià de la dècada de 1970.
Fou internacional amb la selecció de Tunisia amb la qual participà en la Copa del Món de futbol de 1978.
Pel que fa a clubs, destacà a Sfax Railways Sports.